# Sipos Gábor (mezőgazdász)
Sipos Gábor (Vác, 1903. május 10. – Budapest, 1994. február) magyar mezőgazdász, agronómus, egyetemi tanár.

## Élete
Sipos Mihály (†1922) erdőmérnök és Hyna Karolina (†1935) házasságából született 1903. május 10-én Vácott. 1931-ben kötött házasságot Harwich Irénnel, házasságukból két fiú született: Sipos András (1932–2016) erdőmérnök, a Szarvasi Arborétum 1984-1998 közti igazgatója és Sipos Domokos (1935–) villamosmérnök. 
Elemi és középiskoláit Vácott végezte, ott is érettségizett 1921-ben, majd a magyaróvári Gazdasági Akadémián szerzett mezőgazdász oklevelet. Később, 1937-ben a József Nádor Műszaki és Gazdaságtudományi Egyetemen is diplomát, a következő évben pedig doktori oklevelet is szerzett. 1961-ben megkapta a mezőgazdasági tudományok kandidátusa címet. 
Szakmai pályáját az árpádhalmi uradalomban kezdte, mint Székács Elemér gyakornoka, majd segédtisztje (1924–1929). Az uradalom bérbeadása után nyolc nyugat-magyarországi járás – a Sárvári, a Celldömölki, a Vasvári, a Kőszegi, a Szombathelyi, a Kapuvári, a Csepregi és a Csornai járások – gazdasági felügyelője lett, e tisztséget majdnem egy  évtizeden át töltötte be, 1929–1938 között.
1938-ban egy időre Szolnokon lett a megyei gazdasági felügyelőség helyettes vezetője, majd Sopronba került a megyei gazdasági felügyelőség vezetőjének (1939–1943). 1943–1945 között a  Földművelésügyi Minisztérium Rét- és Legelőgazdasági Ügyosztályának előbb helyettes vezetője, majd tényleges vezetője volt, a következő mintegy négy évre pedig az Állami Gazdaságok Sopron, Győr és Vasvármegyei Igazgatóságának vezetőjévé nevezték ki.
1949–1950 közt a Soproni Mezőgazdasági Igazgatóság Növénytermelési Osztályának vezetője, majd a Soproni Járási Tanács főagronómusa lett. 1951-ben az Agrártudományi Egyetemre került, előbb a Növénytermesztéstani Tanszék intézeti tanáraként, majd a Földműveléstani Tanszék egyetemi docenseként, 1955. október 11-étől pedig utóbbinak egyetemi tanáraként. Közben, 1953–1957 közt a tanszék vezetője; illetve 1954–1955 közt mintegy másfél éven át az egyetem Agronómiai Karának dékánja is volt.
1957. október 1-jétől 1963-ig a Mosonmagyaróvári Mezőgazdasági Akadémia Növénytermesztéstani Tanszék tanszékvezető egyetemi tanára volt, majd a következő tíz évet az Agrártudományi Egyetem Gépészmérnöki Karának egyetemi tanáraként töltötte.
Kutatóként elsősorban talajművelési rendszerek összehasonlító vizsgálatával, különböző magyarországi talajtípusok agronómiai jellemzésével, vetésforgók összeállításának metodikájával foglalkozott. További fontosabb kutatási területei voltak: vetésforgók tömítésének hatása a talaj termékenységére és a terméseredményekre; vetésforgók tömítése őszi búzával; a zöldtrágyázás hatása a vetésforgóban a talaj termékenységére és a terméseredményekre. Néhány dolgozatában a népi állattenyésztéssel is foglalkozott; sok tudományos népszerűsítő cikket írt és szerkesztett, illetve ilyen tematikájú rádióelőadásokat tartott.

## Elismerései
- A Gödöllői Agrártudományi Egyetem díszdoktora (1981)
- Szocialista Kultúráért elismerés
- A Munka Érdemrend arany fokozata

## Főbb művei
- Rábaköz népies szarvasmarhatenyésztése. Egyetemi doktori értekezés (Bp., 1938)
- A magánlegelők és rétek kötelező karbahozása. (Köztelek, 1943)
- A gazdasági elöljáró szerepe a pásztorkérdés rendezése terén. (Magyar Állattenyésztés, 1944)
- Mezőgazdasági enciklopédia. Egyetemi jegyzet (Sopron, 1950)
- Mezőgazdaságtan. Egyetemi jegyzet (Sopron, 1951)
- Részletes növénytermesztés. Egyetemi jegyzet (Gödöllő, 1951)
- Gabonafélék termelése. (Szakszervezeti ismeretterjesztő előadások. Bp., 1952)
- A cukorrépa és takarmányrépa termelése. (Szakszervezeti ismeretterjesztő előadások. Bp., 1952)
- Földműveléstan. I–II. köt. Egyetemi jegyzet (Gödöllő, 1954; 2. kiadás: 1955; 3. kiadás: 1957)
- Általános növénytermelés. (Mezőgazdasági alapismeretek. Bp., 1954)
- A Malcev-féle új talajművelés lehetőségei hazánkban. (Természet és Társadalom, 1955)
- A Malcev- módszer magyarországi alkalmazásának lehetőségei. (Szovjet Kultúra, 1955)
- A gyomirtás kérdése a mezőgazdaságban. S. G. előadása a Gyomirtási ankéton. (MTA Agrártudományok Osztálya Közleményei, 1955)
- A pillangósvirágú takarmánynövények értékei. – A nyári talajművelés irányelvei. (Magyar Mezőgazdaság, 1957)
- Talajművelés. (Mezőgazdák talajismereti és trágyázási útmutatója. Szerk. Di Gléria János. Bp., 1958)
- A vetésforgók bevezetésének problémái. (Mezőgazdaságunk a belterjesség útján. II. köt. Bp., 1958)
- A vetésforgó és a növényvédelem kapcsolata. (Bp., 1958)
- A növényi sorrend korszerű értelmezése a vetésváltás elve alapján. (Mosonmagyaróvári Mezőgazdasági Akadémia Évkönyve, 1958)
- Termelőszövetkezeti községek táblásításának irányelvei. Összeállítás (Mosonmagyaróvár, 1959)
- A tavaszi vetések elhelyezésének irányelvei az új termelőszövetkezetekben. (Magyar Mezőgazdaság, 1960)
- A korszerű vetésforgók bevezetésének metodikája. Kandidátusi értekezés (Mosonmagyaróvár, 1960)
- A korszerű mezőgazdasági nagyüzem gépesítési kérdései, különös tekintettel a táblásításra és a talajvédelemre. (MTA Agrártudományok Osztálya Közleményei, 1960)
- A korszerű vetésforgó szerepe a szocialista nagyüzemekben. (MTA Agrártudományok Osztálya Közleményei, 1961)
- Földműveléstan. (Új, átdolgozott kiadás Bp., 1962; 3. átdolgozott kiadás 1964; 4. átdolgozott kiadás 1966; 5. átdolgozott kiadás 1972; 6. kiadás 1978)
- Gyakorlati talajvédelem. 2 térképpel. Lammel Kálmánnal. (A Magyar Mezőgazdaság termelőszövetkezeti kiskönyvtára. Bp., 1964)
- A növényi sorrend hatása az őszi búza termésére. Márton Gézánéval. (Mosonmagyaróvári Agrártudományi Főiskola Közleményei, 1968)
- Ismerd meg a mezőgazdaságot! (Természet és mezőgazdaság. Bp., 1968)
- Könnecke, Gustav: Vetésforgók. Ford. Bagola István, Horváth Péter. A bevezető tanulmányt írta. (Bp., 1969)
- Az elővetemény hatása az őszi búza termésére. (Mezőgazdaság, agrártudomány, agrártörténet. Szerk. Baik Éva, Gunst Péter. Bp., 1979)